# شیطان (فیلم ۲۰۲۴)
شیطان (به هندی: Shaitaan) (به انگلیسی: Devil) یک فیلم هندی ترسناک فراطبیعی زبان هندی است که در سال ۲۰۲۴ اکران گردید، کارگردانی فیلم را ویکاس باهل بر عهده داشت و توسط دیوگن فیلمز، جیو استودیوز و پانوراما استودیوز ساخته شد. بازیگران اصلی فیلم اجی دیوگن، آر مدهوان، جیوتیکا، جانکی بودیوالا و انگاد راج هستند. ماجرای فیلم حول زندگی یک خانواده است که دختر بزرگ‌شان تحت طلسم جادوی سیاهی قرار می‌گیرد که توسط یک بیگانه ایجاد شده است و زندگی‌شان دچار اختلال می‌شود. خانواده او تلاش می‌کند تا جلوی چیرگی طلسم را بگیرد و انگیزه بیگانه را از این کار کشف کند.
فیلمبرداری اصلی در ماه ژوئن ۲۰۲۳ آغاز شد و در سپتامبر ۲۰۲۳ به پایان رسید، ادامه کار ساخت فیلم در هند و لندن ادامه یافت. این فیلم، بازساخته‌ای از فیلم وش (۲۰۲۳) است.
شیطان در روز ۸ مارس ۲۰۲۴ همزمان با جشنواره ماها شیواراتری اکران شد. بیشتر نقدهایی که از سوی منتقدان دربارهٔ این فیلم صورت گرفت، دیدگاه‌های مثبت بود. این فیلم تا اوائل ماه مه با مقدار فروش بیش از ۲۱۱ کرور روپیه در سراسر جهان، به موفقیت تجاری دست یافت و تا همین تاریخ رتبه دوم پرفروش‌ترین فیلم هندی در سال ۲۰۲۴ را در اختیار داشت.

## حاشیه صوتی
موسیقی فیلم توسط آمیت تریودی ساخته شد که اشعار آن را راکش کومار پال نوشته بود. اولین آواز با عنوان «خوشیان باتور لو» (Khushiyaan Bator Lo) در روز ۱۵ فوریه ۲۰۱۴ منتشر شد. دومین تک آهنگ با عنوان «من این چنین شیطانی هستم» (Aisa Main Shaitaan) در روز ۲۹ فوریه ۲۰۲۴ منتشر شد. در روز ۸ مارس ۲۰۲۴، سومین تک آهنگ با عنوان «تم شیطان» (Shaitaan Theme) منتشر شد. چهارمین تک آهنگ با عنوان «بابا اونجایی» (Papa Tu Hai Naa) در روز ۲ آوریل ۲۰۲۴ منتشر شد.
| فهرست آهنگ | فهرست آهنگ                | فهرست آهنگ        | فهرست آهنگ |
| شماره      | نام                       | خواننده (ها)      | مدت        |
| ---------- | ------------------------- | ----------------- | ---------- |
| ۱.         | «خوشیان باتور لو»         | جوبین نوتیال      | ۳:۳۲       |
| ۲.         | «من این چنین شیطانی هستم» | رفتار             | ۲:۵۸       |
| ۳.         | «تم شیطان»                | سیدارت باسرور     | ۲:۱۶       |
| ۴.         | «بابا اونجایی»            | سیریشا باگاواتولا | ۲:۲۱       |